# Стэн (ураган)
Ураган Стэн (англ. Hurricane Stan) — относительно небольшой, но один из самых смертоносных тропических циклонов Атлантики в 2005 году. Восемнадцатый по счёту тропический шторм и одиннадцатый ураган в рекордном сезоне атлантических ураганов 2005 года.
Стэн сформировался 1 октября из обширной волны тёплого воздуха в западной части Карибского моря. В течение суток тропическая депрессия медленно набирала силу и достигла уровня тропического шторма к утру следующих суток непосредственно перед контактом с полуостровом Юкатан. Пересекая полуостров шторм значительно утратил свою интенсивность, однако, выйдя в залив Кампече стихия вновь восстановила все характеристики тропического шторма и к утру 4 октября достигла уровня урагана первой категории по шкале классификации Саффира — Симпсона, устойчивая скорость ветра при этом составляла 130 км/ч, давление в центре спирали упало до 732,81 миллиметра ртутного столба. К началу следующих суток циклон вторично вступил на сушу в районе мексиканского города Пунта-Рока-Партида и быстро расформировался над горной территорией Мексики.
Несмотря на относительно небольшой объём центральной конвективной массы циклона, Стэн вызвал массовые оползни и обширные наводнения в Центральной Америке, мощнейший грозовой фронт при этом уничтожил бо́льшую часть плантаций сельскохозяйственных культур, в частности кофейные поля. Стихия унесла жизни 1673 человек в шести странах Карибского бассейна, главным образом Гватемалы, где значительная часть людей пропала без вести. На территории Гватемалы ураган полностью разрушил несколько городов и уничтожил несколько нефтедобывающих платформ. В Мексике сопровождавшие ураган сильнейшие дожди вызвали массовые разливы рек, в результате чего под водой оказались несколько деревень. Несмотря на то, что стихия прошла мимо Сальвадора, в этот момент там происходило извержение вулкана Санта-Ана, что вкупе с дождями вызвало масштабные оползни почти на всей территории страны.
Общий экономический ущерб от урагана был оценён в 3,97 миллиарда долларов США.

## Метеорологическая история

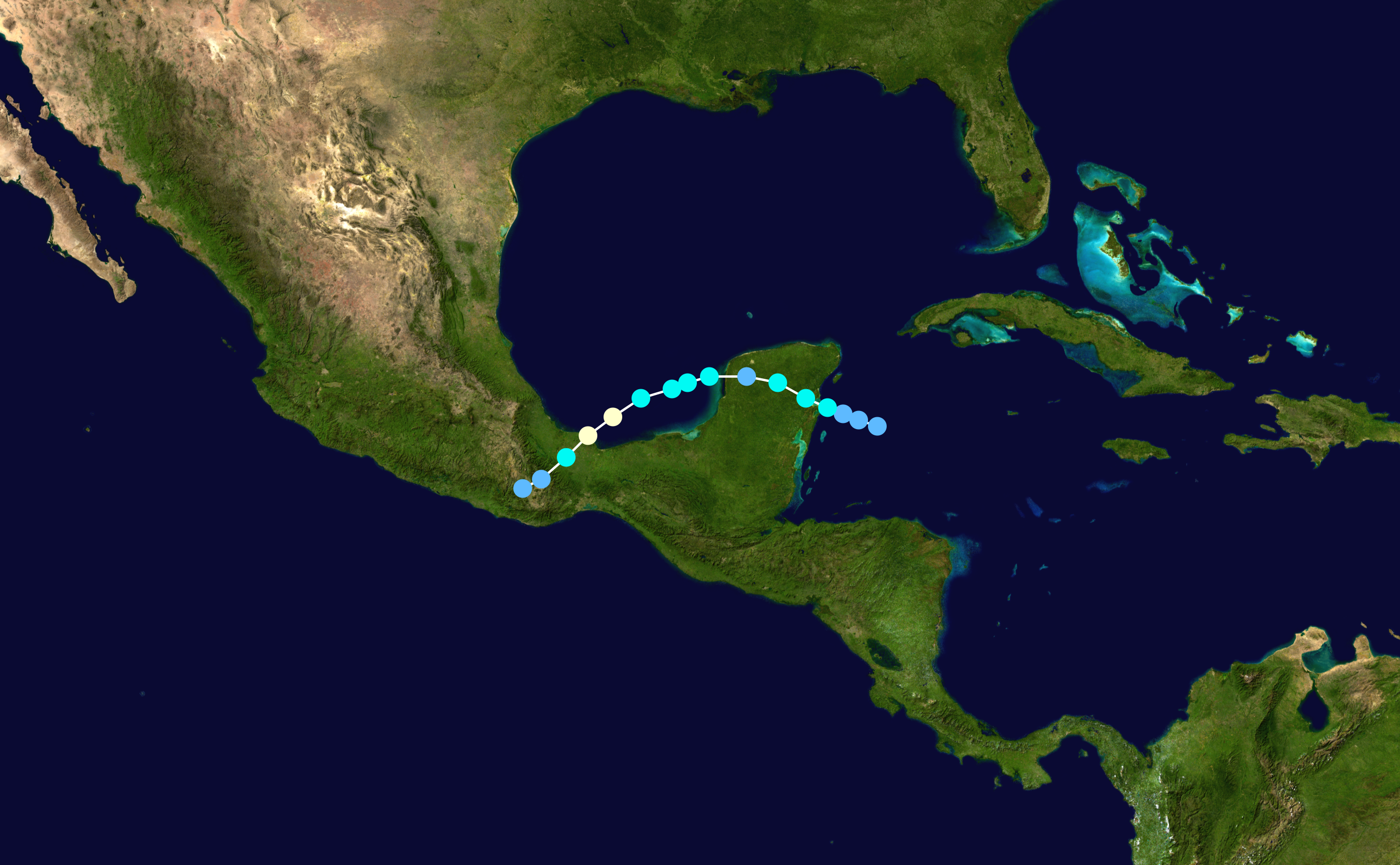
Траектория движения урагана Стэн. Расстоянию между двумя соседними точками соответствует период времени в шесть часов.

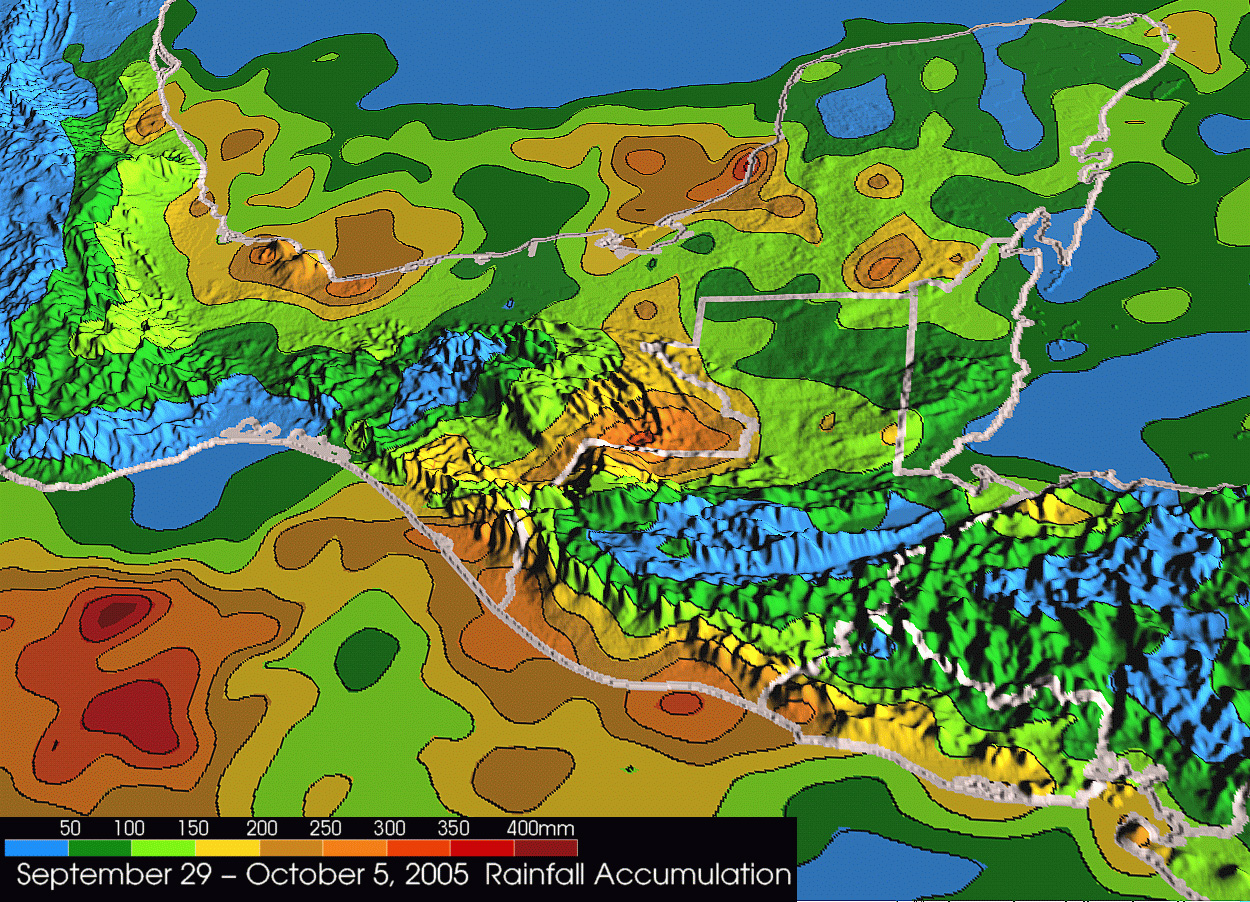
Метеокарта осадков в период с 29 сентября по 5 октября 2005 года

17 сентября 2005 года с западного побережья Африки в Атлантический океан вышла обширная, но слабоинтенсивная тропическая волна тёплого воздуха. К 22 сентября в области волны появились признаки конвективной системы, однако резкие сдвиги ветра на пути следования не позволяли ей наращивать свою интенсивность. Ситуация кардинально поменялась через несколько дней, когда атмосферный фронт вошёл в акваторию Карибского моря — отсутствие сдвигов ветра и тёплая поверхность моря стали основными причинами быстрой организации конвекции воздушных масс. 1 октября атмосферное возмущение приобрело признаки спирального вращения, после чего Национальный центр прогнозирования ураганов США (NHC) классифицировал циклон в качестве двадцатой по счёту тропической депрессии в сезоне атлантических ураганов 2005 года. Центр обращения воздушных масс при этом находился примерно в 215 километрах к юго-востоку от мексиканского муниципалитета Косумель.
Находясь у подножия постоянно действующего Азорского антициклона, депрессия двигалась на запад-северо-запад, в течение нескольких часов усилившись до уровня тропического шторма по шкале классификации Саффира — Симпсона и получив от NHC очередное собственное имя «Стэн». Примерно в 10 утра по всемирному координированному времени шторм вступил на сушу в районе Пунта-Хуалаксток (Мексика) в 55 километрах к югу от Тулума, устойчивая скорость ветра при этом составляла 65 км/ч. В течение следующих 18 часов циклон пересёк полуостров Юкатан и ослаб до уровня тропической депрессии, однако, после выхода 3 октября в акваторию Мексиканского залива атмосферное возмущение реорганизовало центр вращения воздушных и масс и снова поднялось до уровня тропического шторма.
В это же время над западной частью Мексиканского залива стоял аномально сильный антициклон, поэтому после выхода в залив Кампече тропический шторм Стэн не последовал на континентальную часть США, а развернул вектор своего движения на юго-восток обратно к мексиканской границе. В конце суток 3 октября Национальный центр прогнозирования ураганов США выпустил метеосводку, в которой с 49%-й вероятностью прогнозировалось усиление шторма до уровня тропического урагана. Спустя двенадцать часов циклон подтвердил прогнозы метеорологов, усилившись до урагана первой категории непосредственно перед вторым контактом с сушей, центр вращения циклона при этом сформировали необычно глубокие атмосферные потоки. Около 12 часов по всемирному координированному времени ураган обрушился на береговую линию в районе Пунта-Рока-Партида с устойчивой скоростью ветра в 130 км/ч и давлением в центре спирали в 732,81 миллиметра ртутного столба. Спустя короткое время тропический циклон подошёл к горной местности в центральной части Мексики и быстро рассеялся над территорией штата Оахака.

## Подготовка
Часть из стотысячного населения региона Сьерра-де-лос-Тукстлас, проживавшая на побережье Мексиканского залива, была эвакуирована ещё до подхода тропической стихии. В штате Веракрус были почти полностью эвакуированы города Тлакотальпан и Катемако.

## Вторжение
| Страна     | Погибло | Ущерб ($)  | Примечания  |
| ---------- | ------- | ---------- | ----------- |
| Коста-Рика | 1       | 20 млн     | [ 7 ]       |
| Сальвадор  | 69      | 356 млн    | [ 7 ]       |
| Гватемала  | 1513    | 996 млн    | [ 7 ]       |
| Гондурас   | 7       | 100 млн    | [ 7 ]       |
| Мексика    | 80      | 2,5 млрд   | [ 1 ] [ 7 ] |
| Никарагуа  | 3       | нет данных | [ 7 ]       |
| Всего      | 1673    | 3,97 млрд  |             |

В странах Карибского бассейна ураган Стэн оставил в среднем 500 миллиметров осадков, что вызвало сильные наводнения, оползни и явилось причиной уничтожения урожая сельскохозяйственных культур в Мексике, Гватемале, Сальвадоре, Никарагуа, Гондурасе и Коста-Рике.
Сотни людей были объявлены пропавшими без вести. Полный и точный список погибших уже невозможно составить вследствие быстрого разложения тел в селевых потоках. Большинство погибших людей составляют бывшие жители гватемальской деревни Панабах (исп. Panabaj) департамента Солола, напрочь уничтоженной разгулявшейся тропической стихией.

### Мексика
В фазе тропического шторма Стэн принёс на территорию полуострова Юкатан проливные дожди. Тем не менее, человеческих смертей Мексике при первом контакте циклона с сушей удалось избежать.
При втором контакте с сушей тропическая стихия взяла своё. До подхода к горной системе Южная Сьерра-Мадре циклон в фазе тропического урагана пересёк с запада перешеек Теуантепек и вторгся на территорию штатов Оахака и Чьяпас, вызвав сильнейшие проливные дожди и оползни. В пограничном с Гватемалой городе Тапачула вышедшая из берегов река привела к масштабному наводнению, которое разрушило большинство домов и все 20 мостов, ведущих в город, в результате чего Тапачула оказался доступным для федеральных сил только по воздуху.
Ряд территорий в Сьерра-Норте-де-Пуэбла штата Пуэбла оказались под водой, трое человек погибли в районе Хочиапулко-Хилл.
Министерство внутренних дел Мексики объявило чрезвычайное положение в пяти штатах страны: Чьяпас, Идальго, Оахака, Пуэбла и Веракрус. Согласно заявлению президента Мексики страна понесла ущерб в двадцать миллиардов песо.

### Гондурас
Сильные дожди, вызванные ураганом Стэн в Гондурасе, стали причиной шести смертей и привели к общему убытку в сто миллионов долларов США.